# Martirologija
Martirologija je katalog ali seznam mučencev in drugih svetnikov ter blaženih, urejen v koledarskem vrstnem redu njihovih obletnic ali praznikov. Lokalni martirologi beležijo izključno navade določene Cerkve. Krajevne sezname so obogatila imena, izposojena iz sosednjih cerkva. Do konsolidacije je prišlo s kombinacijo več lokalnih martirologij, z izposojanjem iz literarnih virov ali brez. To je zdaj sprejet pomen v Latinski cerkvi. V pravoslavni cerkvi je najbližji ekvivalent martirologije Synaxarion in daljši Menologion. Kar zadeva obliko, je treba razlikovati med preprostimi martirologijami, ki preprosto naštevajo imena in zgodovinskimi martirologijami, ki vključujejo tudi zgodbe ali biografske podrobnosti; za slednje se uporablja tudi izraz pasijonski.

## Najstarejši primeri
Martirologija rimske cerkve sredi 4. stoletja še vedno obstaja. Obsega dva ločena seznama, Depositio martyrum in Depositio episcoporum, seznama najpogosteje najdena združena. Med rimskimi mučenci se omenja že nekatere afriške mučence (7. marec, Perpetua in Felicitas; 14. september, Ciprijan). Koledar Kartagine, ki spada v 6. stoletje, vsebuje večji del tujih mučencev in celo spovednikov, ki ne pripadajo tej Cerkvi.

## Martyrologium Hieronymianum
Najvplivnejša lokalna martirologija je tista, ki jo običajno imenujemo Hieronymian, ker je (psevdipigrafsko) pripisana sv. Hieronimu. Domnevno je bila sestavljena v Italiji v drugi polovici 5. stoletja, v Galiji, verjetno v Auxerreju, pa je bila v poznem 6. stoletju. Vsi znani rokopisi besedila izvirajo iz tega galskega sprejema. 
Razveljavitev dodatkov, ki jih je kasneje prejela, so glavni viri Hieronimije za splošno martirologijo vzhodnih cerkva, lokalno martirologijo Rimske cerkve, splošno martirologijo Italije, splošno martirologijo Afrike in nekatere literarne vire, med njimi tudi Evzebij Cezarejski. 
Victor De Buck ("Acta SS.", Octobris, XII, 185 in drugje) je ugotovil razmerje med Hieronymian Martyrology do Sirske martirologije, ki jo je odkril Wright. To je v pomoč pri prepoznavanju obstoja splošne martirologije na Vzhodu, napisane v grščini v Nikomediji in ki je služila kot vir za Hieronimijo. 
Na žalost je ta dokument v žalostnem stanju. Lastna imena so popačena, ponavljajoča se ali zgrešena, besedilo pa je marsikje tako pokvarjeno, da ga je nemogoče razumeti. Z izjemo nekaj sledi izposoje iz Strasti mučenikov, je zbirka v obliki preproste martirologije. 
Obstajale so tri rokopisne različice: različica Berna, Wolfenbuttela in Echternach. Slednja naj bi bila najzgodnejša, na podlagi kopije, ki jo je leta 597 v Anglijo prinesel Avguštin Canterburyjski, in napisane v opatiji Echternach, ki jo je ustanovil angleški misijonar Willibrord. 
Martyrologium Hieronymianum Epternacense, ki je zdaj v Bibliothèque Nationale v Parizu, naj bi bila napisana v začetku 8. stoletja kot otoška različica "Hieronymianum", sestavljena iz dveh ločenih izvodov. V nekaterih primerih je praznik zgrešen za en dan. Znan tudi pod imenom Echternach, je bila prilagojena angleški cerkvi in vključevala spomine na Avguština Canterburyjskega, Paulina iz Yorka in druge. 
Leta 1885 sta De Rossi in Duchesne objavila spomine z naslovom Les sources du martyrologe hiéronymien (v Mélanges d'archéologie et d'histoire, V), ki je postala izhodišče kritične izdaje martirologije, objavljene z njihovimi prizadevanji v Vol. II za november "Acta SS." leta 1894. 
Medievist Dom Henri Quentin in bollandist Hippolyte Delehaye sta sodelovala pri označeni izdaji, Commentarius Perpetuus in Martyrologium Hieronymianum, (Bruselj, leta 1931); Quentin je priskrbel besedilni komentar, Delehaye pa zgodovinski.

## Zgodovinski martirologi
Obstaja še ena vrsta martirologije, pri kateri imenu sledi kratka svetnikova zgodovina. To so zgodovinske martirologije. Obstaja jih veliko število iz 9. stoletja. Lahko rečemo, da so njihovi glavni viri poleg Hieronimskih, zapisi, ki izhajajo iz Acta martyrum in nekateri cerkveni avtorji. 
Med najbolj znanimi zgodovinskimi martirologijami se najstarejša imenujejo: 
- Beda Častitljivi (8. stoletje)
- Florus iz Lyona [2]
- Wandelbert, menih iz Prüma (842)[3]
- Rhabanus Maurus (ok. 845)
- Ado iz Dunaja (umrl 875)
- Notker Stammerer (896)
- Wolfhard[4]
- Tallaght
- Oengus

Najbolj znan med vsemi je Usuard (ok. 875), Martyrology of Usuard, na katerem je temeljila Rimska martirologija. 
Prva izdaja Rimske martirologije se je pojavila v Rimu leta 1583. Tretjo izdajo, ki se je pojavila leta 1584, je odobril Gregor XIII., ki je uvedel Rimsko martirologijo na celotno Cerkev. Leta 1586 je Baronius izdal svojo opomnjeno izdajo, ki je kljub svojim opustitvam in netočnostim vir dragocenih informacij. 
Zgodovinske martirologije v celoti je preučeval Dom Quentin (1908). Obstajajo tudi številne izdaje koledarjev ali martirologij z manj splošnim zanimanjem in njihovi komentarji. Omeniti velja znameniti marmorni koledar iz Neaplja.